# Фоллансбі (Західна Вірджинія)
Фоллансбі (англ. Follansbee) — місто (англ. city) в США, в окрузі Брук штату Західна Вірджинія. Населення — 2848 осіб (2020).

## Географія
Фоллансбі розташоване за координатами 40°20′20″ пн. ш. 80°35′59″ зх. д. / 40.33889° пн. ш. 80.59972° зх. д. (40.338783, -80.599716).  За даними Бюро перепису населення США в 2010 році місто мало площу 5,41 км², з яких 4,77 км² — суходіл та 0,64 км² — водойми.

## Демографія
Згідно з переписом 2010 року, у місті мешкало 2986 осіб у 1302 домогосподарствах у складі 842 родин. Густота населення становила 552 особи/км².  Було 1432 помешкання (264/км²).
Расовий склад населення:
| - 97,6 % — білих - 0,3 % — чорних або афроамериканців - 0,2 % — азіатів - 0,1 % — корінних американців |

До двох чи більше рас належало 1,5 %. Частка іспаномовних становила 0,7 % від усіх жителів.
За віковим діапазоном населення розподілялося таким чином: 20,7 % — особи молодші 18 років, 60,6 % — особи у віці 18—64 років, 18,7 % — особи у віці 65 років та старші. Медіана віку мешканця становила 44,6 року. На 100 осіб жіночої статі у місті припадало 90,1 чоловіків;  на 100 жінок у віці від 18 років та старших — 86,9 чоловіків також старших 18 років.
Середній дохід на одне домашнє господарство  становив 60 158 доларів США (медіана — 51 144), а середній дохід на одну сім'ю — 72 648 доларів (медіана — 61 182). Медіана доходів становила 48 333 долари для чоловіків та 32 500 доларів для жінок. За межею бідності перебувало 18,0 % осіб, у тому числі 21,2 % дітей у віці до 18 років та 19,7 % осіб у віці 65 років та старших.
Цивільне працевлаштоване населення становило 1385 осіб. Основні галузі зайнятості: освіта, охорона здоров'я та соціальна допомога — 31,7 %, виробництво — 12,0 %, роздрібна торгівля — 11,6 %.